# Volasiga Rupes
La Volasiga Rupes è una struttura geologica della superficie di Mercurio.